# Jaroslav Kolkus

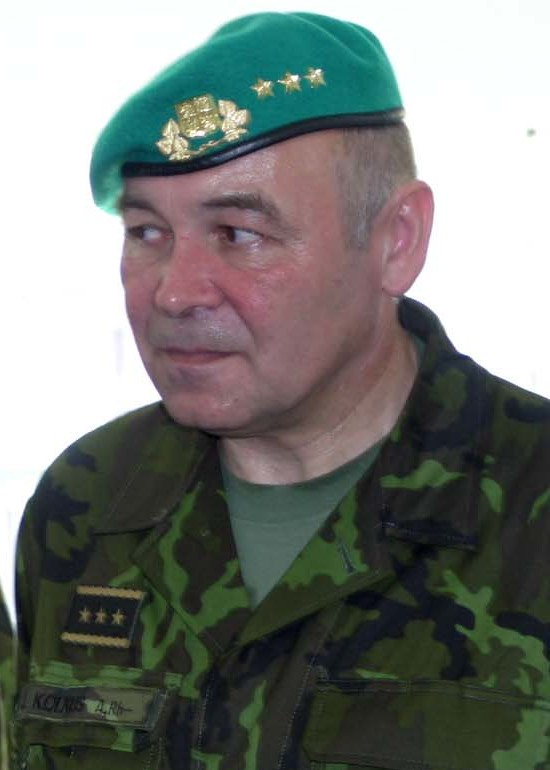
Jaroslav Kolkus (2006)

Jaroslav Kolkus (* 28. Juni 1954 in Trenčianske Teplice) ist ein tschechischer Offizier. Er wurde am 28. Oktober 2005 zum Generalleutnant befördert.
Kolkus besuchte die Hochschule des Heeres in Vyškov (Abschluss 1977) sowie die Militärakademie Brünn (Postgraduiertenstudium, Abschluss 1985). Darüber hinaus absolvierte er eine Ausbildung am NATO Defence College in Rom (2000–2001).
Im Zeitraum von 1985 bis 1995 war Kolkus Chef des Stabes  des 1. Panzerregiments in Strašice, Kommandeur des 12. Panzerregiments in Podbořany sowie stellvertretender Kommandeur der 3. mechanisierten Division und der 1994 daraus hervorgegangenen 7. mechanisierten Brigade in Kroměříž.
Im Jahr 1996 wurde ihm die Zuständigkeit für Fragen der Gefechtsausbildung der Truppen des 2. Armeekorps (das von 1994 bis 1997 bestand) sowie im Kommando Landstreitkräfte als dessen Nachfolgestruktur (ab 1997) übertragen. Von 1999 bis 2002 war er Chef des Stabes der 1. mechanisierten Division und anschließend Nationaler Vertreter der tschechischen Streitkräfte bei SFOR. Ende 2002 wechselte er dann in den Generalstab, wo er Leiter der operativen Hauptabteilung (Operační sekce Generálního štábu) und von 2003 bis 2008 erster Stellvertreter des Chefs des Generalstabs war.
Seit 2008 vertritt er sein Land im NATO-Militärausschuss sowie im Militärstab der Europäischen Union.
Jaroslav Kolkus ist verheiratet und hat zwei Söhne.